# Ağarx
Ağarx è un comune dell'Azerbaigian situato nel distretto di Ağsu. Conta una popolazione di 997 abitanti.